# Hirohito
Hirohito (裕仁?   pronunciado /çi'ɺ̠oçito/; Tokio, 29 de abril de 1901-Tokio, 7 de enero de 1989) fue el 124.º emperador de Japón según el orden de sucesión tradicional, reinando sobre el Imperio de Japón desde el 25 de diciembre de 1926 hasta el 2 de mayo de 1947, después siendo emperador del Estado de Japón hasta su muerte. Subió al trono tras la muerte de su padre Yoshihito. Fue sucedido por su quinto hijo y mayor de sus hijos varones, Akihito. 
Hirohito y su esposa, la emperatriz Kojun, tuvieron siete hijos, dos hombres y cinco mujeres. En Japón, los emperadores reinantes son solo conocidos como “el Emperador.” Él ahora es conocido primordialmente por su nombre póstumo, Shōwa (昭和 Shōwa), que es el nombre de la era de su reinado; por esta razón también es conocido como el emperador Shōwa (昭和天皇, Shōwa-tennō). A partir de 1979, Hirohito fue el único monarca del mundo que llevaba el título de “emperador.”  Fue el emperador más longevo y mantiene el tiempo de reinado más largo en la historia japonesa, asimismo es uno de los monarcas más longevos del mundo.
Al comienzo de su reinado, Japón ya era una de las grandes potencias: la novena economía más grande del mundo, la tercera potencia naval más grande y uno de los cuatro miembros permanentes del consejo de la Liga de las Naciones. Fue el jefe de Estado según la Constitución del Imperio de Japón durante la expansión imperial de Japón, la militarización y la participación en la Segunda Guerra Mundial. Después de la rendición de Japón, no fue procesado por crímenes de guerra como lo fueron muchas otras figuras importantes del gobierno, y su grado de participación en las decisiones de guerra sigue siendo controvertido. Durante el período de posguerra, se convirtió en el símbolo del estado de Japón bajo la constitución de posguerra y la recuperación de Japón. Al final de su reinado, Japón emergió como la segunda economía más grande del mundo.

## Biografía

### Primeros años

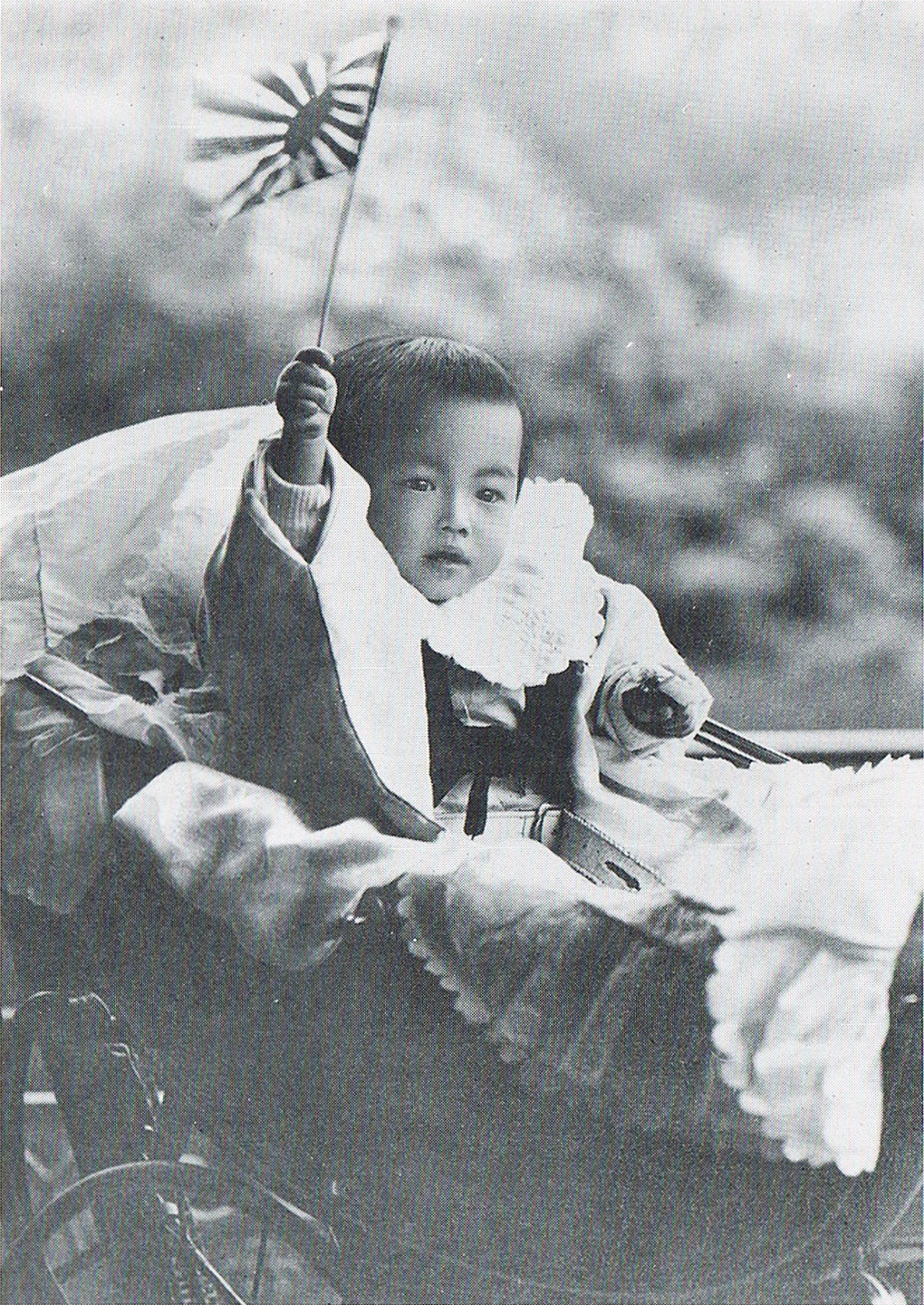
El niño Hirohito, año 1902.

Hirohito nació en el Palacio de Aoyama en Tokio, el primogénito del futuro emperador Yoshihito y de la princesa Sadako. Llamado Michi no miya (‘príncipe Michi’), fue separado de sus padres a muy temprana edad, tal como marcaba la tradición, y educado por preceptores designados. De todos ellos, el que mayor afecto despertó en el joven príncipe (comparable al paterno-filial) fue el general Nogi Maresuke, un veterano militar ultranacionalista, que se suicidó tras la muerte del emperador Meiji por devoción al desaparecido monarca, y que fue reemplazado por el almirante Heihachiro Togo, héroe de la guerra ruso-japonesa. A la muerte de su abuelo, el emperador Meiji, el 30 de julio de 1912, se convirtió en príncipe heredero (formalmente la ceremonia tuvo lugar el 2 de noviembre de 1916). Ingresó en la escuela Gakushuin desde 1908 a 1914, y luego en un instituto especial para el príncipe heredero desde 1914 a 1921. Se convirtió en el primer príncipe en viajar al extranjero cuando en 1921 visitó Europa. Durante los seis meses del viaje, Hirohito visitó siete países, entre ellos: Reino Unido, Francia, Italia, Bélgica, los Países Bajos y la Ciudad del Vaticano. El 29 de noviembre de 1921 se convirtió en regente debido a la enfermedad de su padre.
Se casó con la princesa Kuni Nagako (久邇宮良子女王, Kuni-no-miya Nagako-joō), la hija del príncipe Kuni Kuniyoshi, el 26 de enero de 1924. Tuvieron siete hijos, entre ellos Akihito, quien nació el 23 de diciembre de 1933, y llegaría a ser el siguiente emperador.

### Ascenso al trono

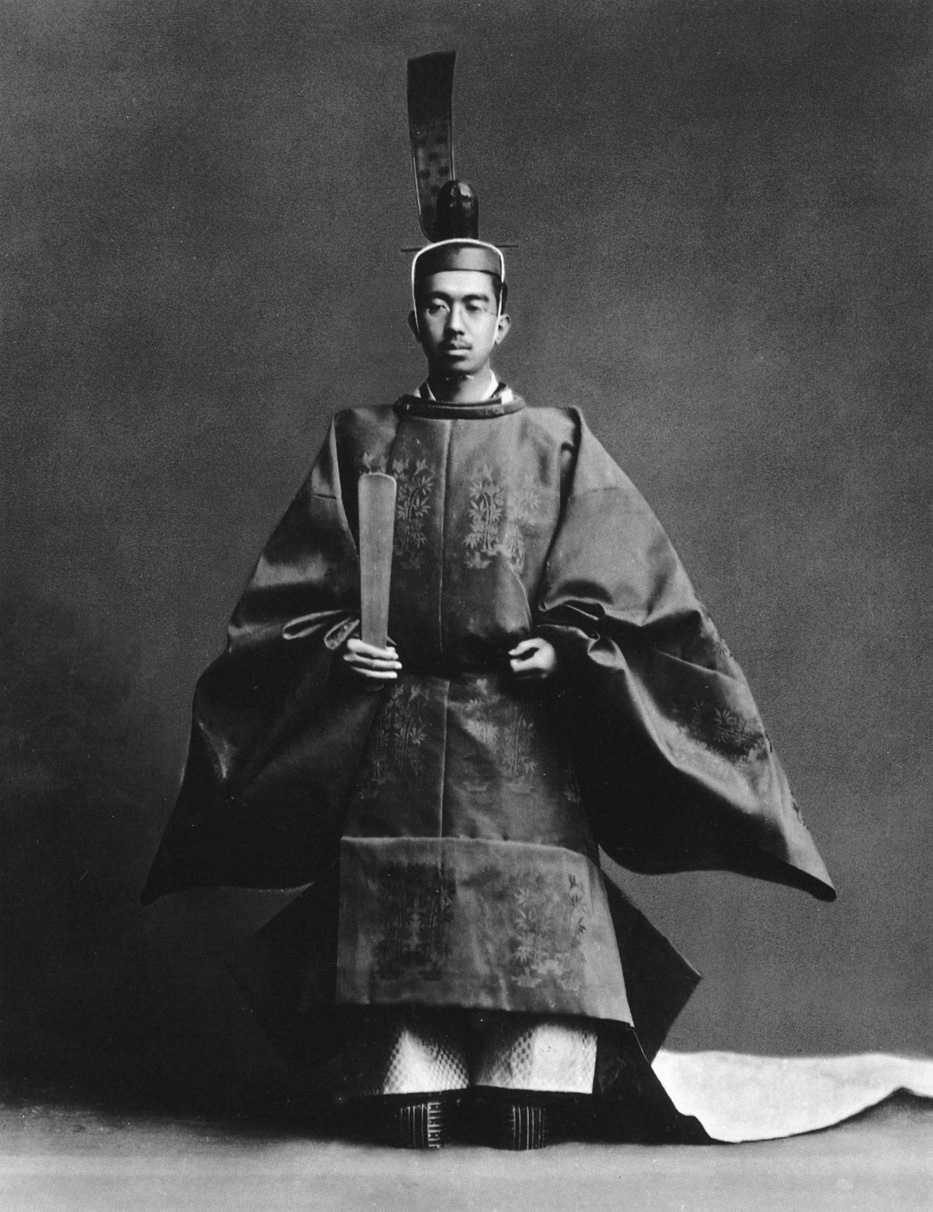
Entronización de Hirohito, 1928.

El 25 de diciembre de 1926 tras la muerte de su padre Yoshihito, le sucedió en el trono con el título de Shōwa (Paz Ilustrada). Fue el primer emperador en siglos cuya madre biológica era la esposa oficial del anterior emperador. 
En la primera parte de su reinado hasta 1945, asistió al incremento de la influencia del poder militar sobre el gobierno. El ejército imperial estaba excluido del gobierno desde 1900, aunque practicó el asesinato de políticos entre los que destacó el del primer ministro Tsuyoshi Inukai en 1932. Desde entonces los militares controlaron la política hasta la derrota en la guerra.

### Segunda guerra sino-japonesa
A partir del incidente de Mukden en 1931, en donde un tramo del ferrocarril del Sur de Manchuria, gestionado por una compañía de propiedad japonesa, fue dinamitado, Japón ocupó territorios chinos y estableció gobiernos títeres, originando así una segunda guerra entre ambas naciones, desde la primera. Tal "agresión fue recomendada a Hirohito" por sus jefes de personal y primer ministro Fumimaro Konoe, y Hirohito nunca se opuso personalmente a ninguna invasión de China. Su principal preocupación parece haber sido la posibilidad de un ataque de la Unión Soviética en el norte. Sus preguntas a su jefe de gabinete, el príncipe Kan'in, y al ministro del ejército, Hajime Sugiyama, se referían principalmente al tiempo que le tomaría aplastar la resistencia china.
Según Akira Fujiwara, Hirohito respaldó la política de calificar la invasión de China como un "incidente" en lugar de una "guerra"; por lo tanto, no emitió ningún aviso para observar el derecho internacional en este conflicto (a diferencia de lo que hicieron sus predecesores en conflictos anteriores oficialmente reconocidos por Japón como guerras), y el viceministro del Ejército japonés instruyó al jefe de personal del Ejército de Guarnición de China en Japón el 5 de agosto no usar el término "prisioneros de guerra" para los cautivos chinos. Esta instrucción condujo a la eliminación de las restricciones del derecho internacional sobre el tratamiento de los prisioneros chinos. Los trabajos de Yoshiaki Yoshimi y Seiya Matsuno muestran que el Emperador también autorizó, por órdenes específicas, el uso de armas químicas contra los chinos. Durante la invasión de Wuhan, de agosto a octubre de 1938, el Emperador autorizó el uso de gas tóxico en 375 ocasiones separadas,  a pesar de la resolución adoptada por la Liga de las Naciones el 14 de mayo que condena el uso japonés de gas tóxico.
La guerra, que se había prolongado más de ocho años, causó una enorme destrucción y unos veinte millones de muertos, la gran mayoría, civiles. Los ejércitos gubernamentales chinos quizá perdieron un millón de soldados. China se hallaba arrasada por la larga contienda.
Extensas zonas rurales quedaron dominadas por los comunistas, en especial en el norte del país. Otras estaban en poder de unidades militares a menudo ligadas a los desaparecidos Gobiernos títeres chinos. El Gobierno nacionalista, deseoso de recuperar el control del mayor territorio posible, de que este no cayese en manos de los rivales comunistas y de aumentar sus fuerzas, aceptó en general la inclusión en el Ejército de estas unidades. Aunque algunas de estas se integraron en el ejército comunista, el grueso engrosó las filas del Gobierno del Kuomintang. A diferencia de los mandos militares filojaponeses, que no sufrieron en general castigo alguno de los vencedores, los políticos que habían colaborado con los nipones sí sufrieron duras represalias, primordialmente porque no resultaban necesarios en la posguerra, en contraste con los militares.

## Segunda Guerra Mundial

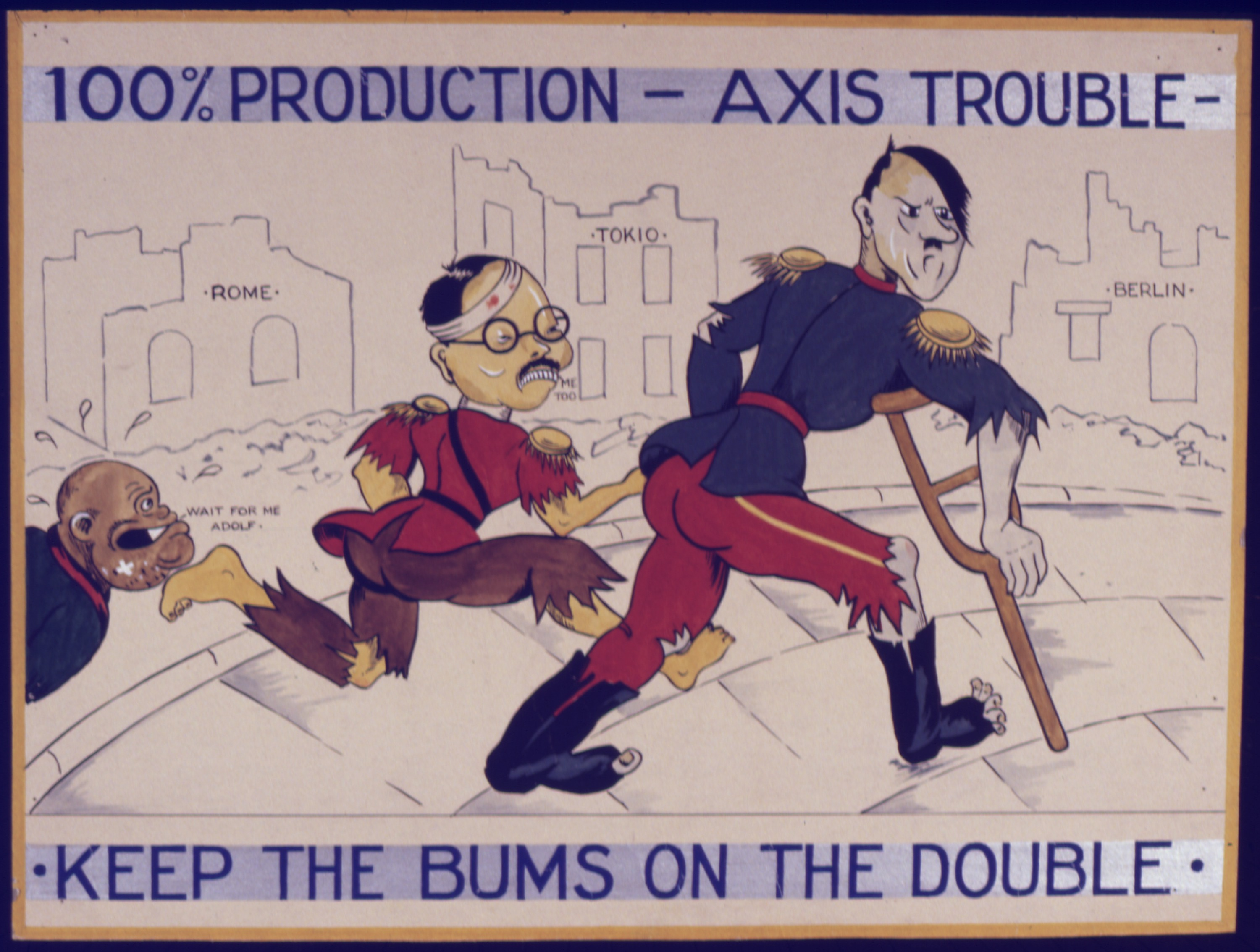
Propaganda que representa a Benito Mussolini, Hirohito y Adolf Hitler.

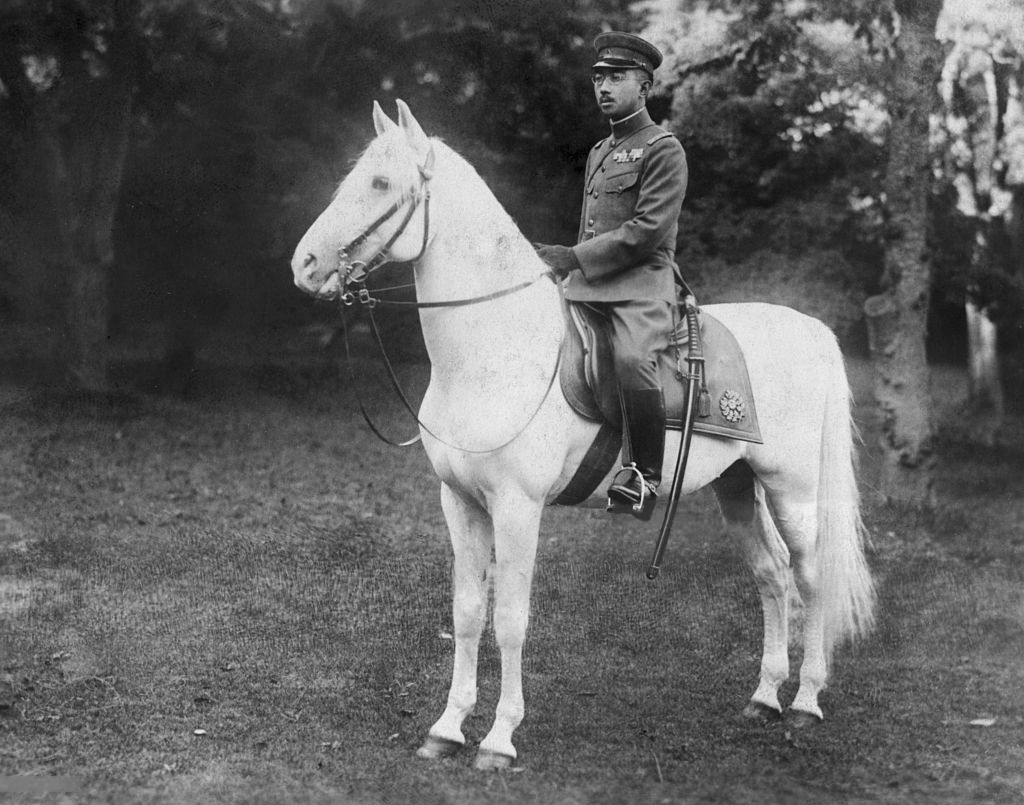
El emperador Hirohito con su caballo blanco favorito, llamado Shirayuki (lit. "nieve blanca"), 1935

De acuerdo con la concepción tradicional, Hirohito era de carácter reservado y tranquilo, mucho más mesurado que los generales del ejército. Según esta concepción, su carácter de divinidad le hacía mantener un distanciamiento de quienes conducían los destinos militares de su país.
Por otro lado, en los años posteriores a la muerte de Hirohito han salido a la luz numerosos documentos no publicados hasta entonces, incluyendo los diarios de importantes personajes de la Corte imperial de la época (los diarios de Koichi Kido, señor del Sello Privado, correspondientes al período 1940-45, del general Hajime Sugiyama, jefe de Estado Mayor durante la guerra, de Nobuaki Makino, gran chambelán del emperador de 1925 a 1935 o el de su ayudante de campo, Takeji Nara, por citar unos cuantos). Estos diarios sugieren que la participación de Hirohito en la Segunda Guerra Mundial fue mucho más activa de lo que, desde 1945, ha venido sosteniendo la concepción tradicional, y se ha generado una fuerte controversia sobre el alcance de la responsabilidad del emperador, controversia que persiste desde que se ha conocido esta documentación. Así, autores como el británico Edward Behr, los estadounidenses Peter Wetzler y Herbert Bix, el neerlandés Ian Buruma, el español Manuel Leguineche o los japoneses Akira Yamada y Akira Fujiwara, sostienen que fue Hirohito quien condujo a Japón a la guerra.
Igualmente, en diciembre de 1990, el periódico japonés Bungei Shunju publicó póstumamente un monólogo del emperador, conocido como dokuhakuroku, que data de 1946, y en el que Hirohito se autoproclama ajeno a la política bélica japonesa, pero al mismo tiempo la justifica por un supuesto racismo de las potencias occidentales, que no habían tratado a Japón en pie de igualdad en las Conferencias de Paz tras la Primera Guerra Mundial, y en la "educación antijaponesa" que se impartía en China, para concluir que no fue posible evitar la guerra a causa de estas actitudes. En este monólogo, Hirohito se refiere a su primer ministro de la guerra, general Hideki Tōjō, como un "leal servidor".
De acuerdo con el historiador japonés Akira Fujiwara, el emperador, incluso, ratificó personalmente, el 5 de agosto de 1937, la proposición de su ejército para eludir las restricciones del Derecho Internacional sobre el trato a los prisioneros chinos. Más aún, los trabajos de Yoshiaki Yoshimi y Seiya Matsuno muestran que Hirohito autorizó a través de órdenes específicas (rinsanmei) el uso de armas químicas contra los chinos. Por ejemplo, durante la invasión de Wuhan, de agosto a octubre de 1938, el emperador autorizó el uso de gas tóxico en 375 ocasiones distintas, a pesar de la resolución adoptada por la Sociedad de Naciones el 14 de mayo condenando el uso de gas tóxico por el ejército japonés.
Firmó la orden en la que se debería entrar en guerra con los Países Bajos, Reino Unido y los Estados Unidos si sus demandas de vía libre en China e Indochina no eran satisfechas. Meses antes los estadounidenses habían suspendido el envío de petróleo a Japón como medida de presión.

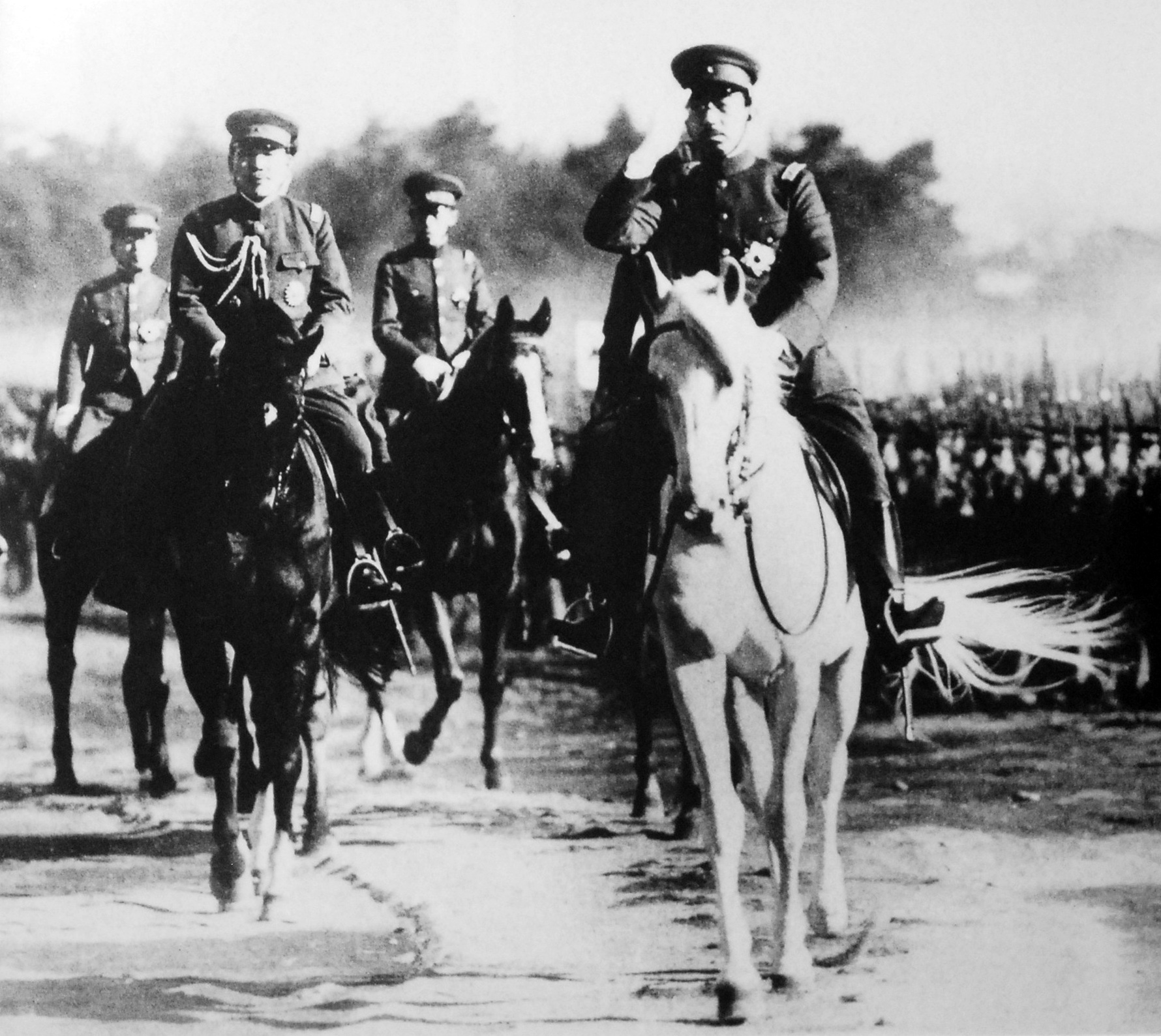
El emperador Hirohito y Shirayuki en 1938

El primer ministro, príncipe Fumimaro Konoe, era muy reticente a iniciar una guerra contra los Estados Unidos y los países de la Commonwealth. Sin embargo, el emperador Hirohito se inclinó finalmente por las tesis del sector más belicista, como el propio Konoe admitiría ante su jefe de gabinete, Kenji Tomita. Ante su aislamiento en el Gobierno y la falta de apoyo del emperador, Konoe se vio forzado a dimitir el 16 de octubre de 1941. Para reemplazarlo, Hirohito eligió, de acuerdo con la recomendación del Señor del Sello Privado, Koichi Kido, al hasta entonces ministro de la Guerra, general Hideki Tōjō, una de las figuras más destacadas del sector belicista, encargándole la organización del ataque contra la flota estadounidense en el Pacífico. El 1 de diciembre, en una Conferencia Imperial celebrada en Tokio, Hirohito dio su aprobación oficial para el comienzo de la guerra.
Así pues, el 8 de diciembre (7 de diciembre en Hawái) de 1941, se atacó simultáneamente la base norteamericana Pearl Harbor y todo el sureste asiático.
Con la nación plenamente comprometida en la guerra, el emperador tomó un gran interés en el progreso militar y trató de estimular la moral. De acuerdo con Akira Yamada y Akira Fujiwara, Hirohito hizo importantes intervenciones en algunas operaciones militares. Por ejemplo, presionó a Sugiyama en cuatro ocasiones, el 13 y el 21 de enero, y el 9 y 26 de febrero de 1942, para aumentar los efectivos y lanzar un ataque contra Bataan. El 9 de febrero, el 19 de marzo y el 29 de mayo, el emperador ordenó al Jefe del Estado Mayor del Ejército examinar las posibilidades para un ataque en Chungking, lo que condujo a la Operación Gogo.
A principios de 1945, tras la derrota en la batalla de Leyte, Hirohito inició una serie de reuniones individuales con oficiales de alto rango del Gobierno para evaluar el progreso de la guerra. Todos, excepto el ex primer ministro Fumimaro Konoe aconsejaron continuar la guerra. Konoe temía una revolución comunista incluso más que la derrota en la guerra e insistía en una rendición negociada. En febrero de 1945, durante la primera audiencia privada con el emperador que le había sido permitida en tres años, Konoe aconsejó a Hirohito iniciar negociaciones para finalizar la guerra. De acuerdo con el Gran Chambelán Hisanori Fujita, el emperador, que buscaba todavía una tennozan (una gran victoria) para obtener una posición negociadora más fuerte, rechazó firmemente la recomendación de Konoe.
Con la guerra perdida, los japoneses continuaron ante la petición aliada de rendición incondicional, lo que suponía probablemente la eliminación de la figura del emperador. Sin embargo, pese a la ocupación estadounidense, durante los Juicios de Tokio el emperador recibió inmunidad en su favor y no fue acusado.

## Reinado después de 1945

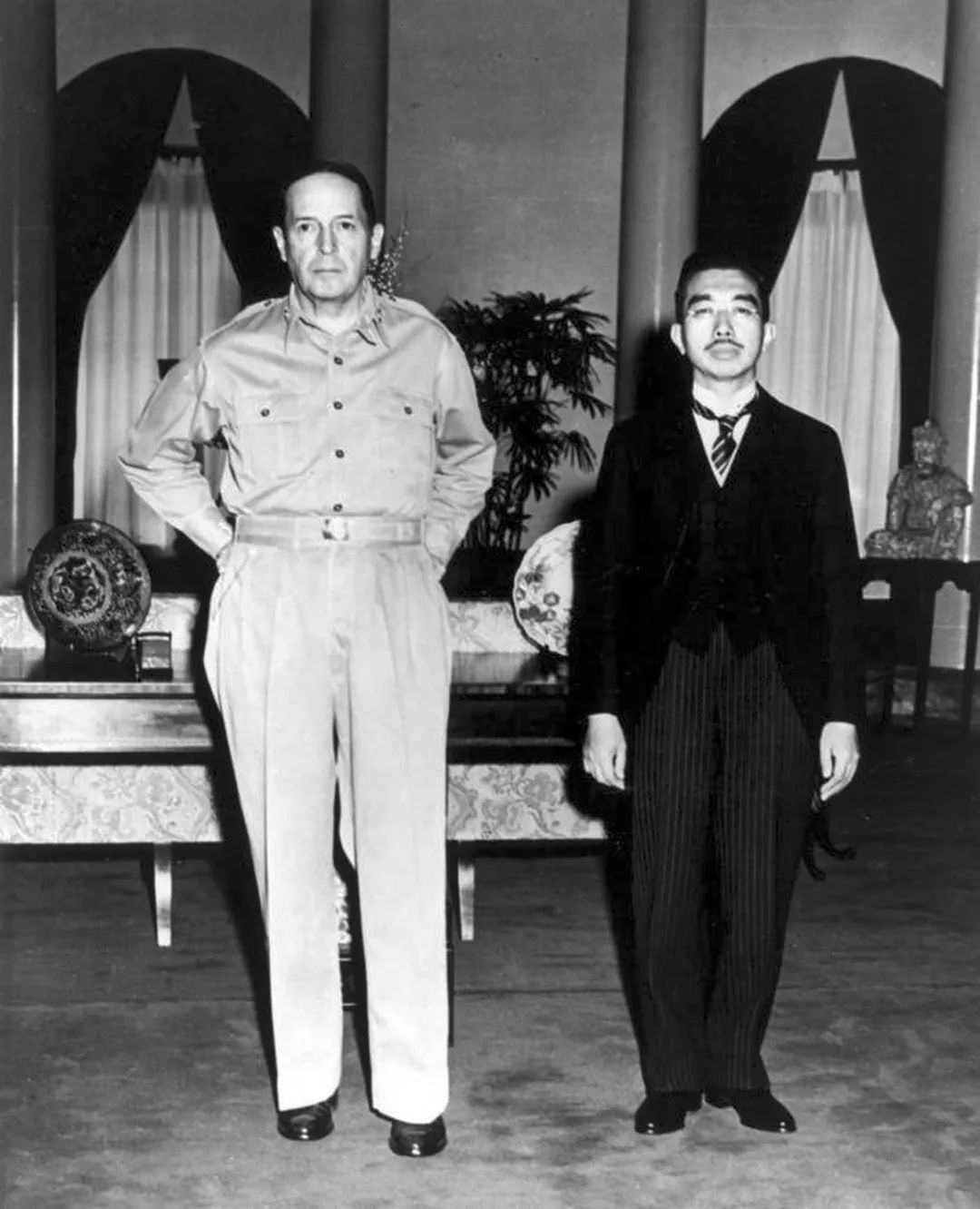
El general MacArthur junto al emperador Hirohito en su primer encuentro en 1945, negociando las condiciones del nuevo estado japonés posterior a la Segunda Guerra Mundial

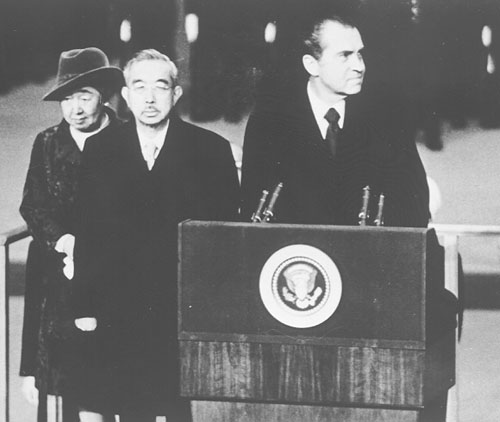
Hirohito durante una conferencia del presidente estadounidense Richard Nixon, 1971

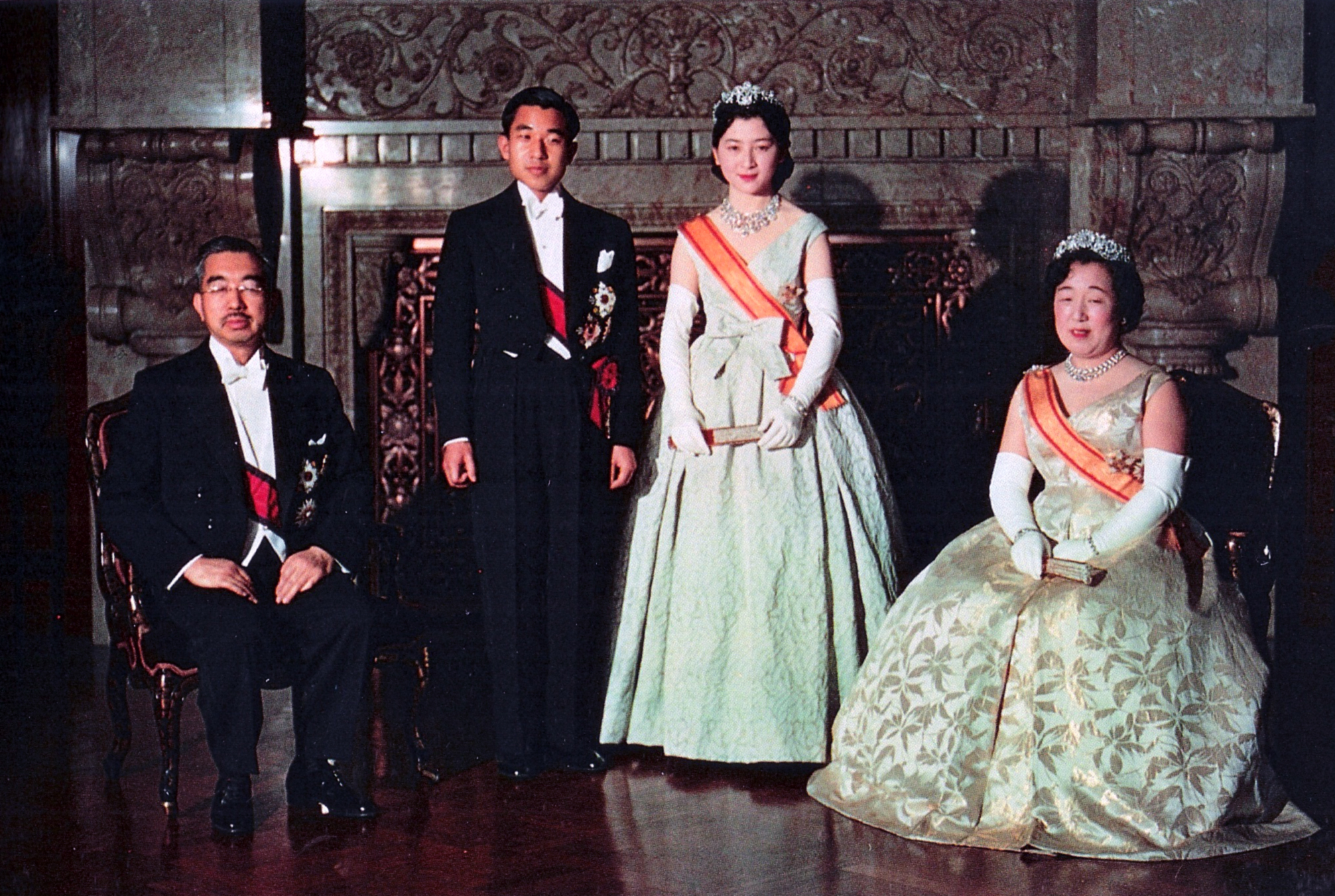
El emperador Shōwa y la emperatriz Kōjun junto al príncipe heredero Akihito y su esposa, Michiko Shōda (1959)

El 15 de agosto de 1945, tras el bombardeo nuclear y la posterior invasión Soviética de Manchukuo, Hirohito anunció por radio la rendición. Esta era la primera vez que los súbditos japoneses escuchaban la voz de Hirohito y tras el discurso de rendición, muchos aviadores y militares japoneses se suicidaron.[cita requerida]
A pesar de solicitarse su enjuiciamiento como criminal de guerra, el general Douglas MacArthur insistió en conservar a Hirohito como emperador como símbolo de la continuidad y cohesión del pueblo japonés, para que aceptasen la ocupación más fácilmente. Sin embargo, algunos historiadores critican su trabajo para exonerar de toda investigación criminal al emperador Shōwa y al resto de miembros de la familia imperial implicados en la guerra, como los príncipes Yasuhito Chichibu, Yasuhiko Asaka, Tsuneyoshi Takeda, Naruhiko Higashikuni y Hiroyasu Fushimi.
El 26 de noviembre de 1945, MacArthur confirmó al almirante Mitsumasa Yonai que la abdicación del emperador no sería necesaria. MacArthur no solo exoneró a Hirohito, sino que ignoró el consejo de varios miembros de la familia imperial e intelectuales japoneses, que pidieron públicamente la abdicación del emperador y el establecimiento de una regencia. Por ejemplo, el príncipe Takahito Mikasa, hermano menor del emperador, llegó a afirmar en una reunión del consejo privado, en febrero de 1946, que Hirohito debía asumir la responsabilidad de la derrota; el famoso poeta Tatsuji Miyoshi escribió un ensayo en la revista Shinchô titulado "El emperador debe abdicar enseguida".
Según el historiador Herbert Bix, MacArthur y Bonner Fellers habían preparado su propia aproximación a la ocupación y reforma del Japón. MacArthur proponía no modificar en lo más mínimo la situación de la figura del emperador; se limitó a continuar la situación existente durante el último año de la guerra, resolviendo sus implicaciones a medida que las circunstancias lo requerían. El plan de acción, llamado "Operación Lista Negra" de manera informal, consistía en separar al Emperador Shōwa de los militaristas, manteniéndole como elemento de legitimación de las fuerzas de ocupación aliadas, y usando su imagen para potenciar la transformación del pueblo japonés hacia un nuevo sistema político.

[...] Meses antes de que iniciara sus actividades el Tribunal de Tokio, los más altos subordinados de MacArthur trabajaban en atribuir la responsabilidad última de Pearl Harbor a Hideki Tojo.

Citando los debates entre Harry S. Truman, Dwight D. Eisenhower y el propio MacArthur, Bix afirma que inmediatamente después de desembarcar en Japón, Bonnie Fellers se puso a trabajar en la protección de Hirohito del papel que había desempeñado durante y al final de la guerra, permitiendo a los principales sospechosos de crímenes de guerra coordinar sus versiones, a fin de proteger al Emperador y evitar que pudiera ser juzgado.
Dice también John Dower, 

[...] Esta exitosa campaña para absolver al Emperador de cualquier responsabilidad de guerra no conoció límites. Hirohito no solo fue presentado como inocente de cualquier acto formal que pudiera hacerle susceptible de ser juzgado por crímenes de guerra. Fue convertido en una figura casi angelical que ni tan solo tenía alguna responsabilidad moral por la guerra. [...] Con el apoyo completo del cuartel general de MacArthur, la acusación funcionó, de hecho, como un abogado defensor del Emperador.

En el llamado ningen sengen (人間宣言), el Emperador Shōwa fue obligado a renunciar a su estatus divino que le daba la constitución de 1889, como descendiente de Amaterasu. La soberanía imperial fue transformada en monarquía constitucional en 1946. 
Durante su vida en la posguerra mantuvo un perfil relativamente bajo y estuvo interesado en la biología marina, y publicó numerosos trabajos sobre el tema.

### Estatus imperial
Hirohito no fue juzgado, pero se vio obligado a rechazar explícitamente la afirmación casi oficial de que el Emperador de Japón era una divinidad encarnada. Esto fue motivado por el hecho de que, según la constitución japonesa de 1889, el Emperador tenía un poder divino sobre su país que se derivaba de la creencia sintoísta de que la Familia Imperial japonesa era la descendencia de la diosa del sol Amaterasu. Sin embargo, Hirohito fue persistente en la idea de que el Emperador de Japón debería ser considerado un descendiente de los dioses. En diciembre de 1945, le dijo a su vice-gran-chambelán Michio Kinoshita: "Está permitido decir que la idea de que los japoneses son descendientes de los dioses es una falsa concepción; pero es absolutamente inadmisible llamar quimérica a la idea de que el Emperador es un descendiente de los dioses ". En cualquier caso, la "renuncia a la divinidad" fue notada más por los extranjeros que por los japoneses, y parece haber sido destinada al consumo de los primeros.  La teoría de una monarquía constitucional ya había tenido algunos defensores en Japón. En 1935, cuando Tatsukichi Minobe defendió la teoría de que la soberanía reside en el estado, del cual el Emperador es solo un órgano, causó furor. Se vio obligado a renunciar a la Cámara de los Compañeros y su puesto en la Universidad Imperial de Tokio, sus libros fueron prohibidos y se intentó atentar contra su vida. No fue hasta 1946 que se dio el tremendo paso para alterar el título del Emperador de "soberano imperial" a "monarca constitucional".
Aunque el Emperador supuestamente había repudiado los reclamos de divinidad, su posición pública fue deliberadamente vaga, en parte porque el general MacArthur pensó que era un socio útil para que los japoneses aceptaran la ocupación y en parte debido a las maniobras detrás de escena del primer ministro Shigeru Yoshida para frustrar los intentos de elegirlo como un monarca de estilo europeo.
Sin embargo, el estatus de Hirohito como monarca constitucional limitado se formalizó con la promulgación de la Constitución de 1947, oficialmente, una enmienda a la Constitución de Meiji. Definió al Emperador como "el símbolo del estado y la unidad del pueblo", y lo despojó incluso del poder nominal en asuntos gubernamentales. Su papel se limitaba a asuntos de estado según lo establecido en la Constitución, y en la mayoría de los casos sus acciones en ese ámbito se llevaron a cabo de acuerdo con las instrucciones vinculantes del Gabinete.
Después de la Revolución iraní y el final del efímero Imperio centroafricano, ambos en 1979, Hirohito se convirtió en el último monarca del mundo en tener alguna variación del título real más alto de "emperador". Por pura coincidencia, también era el monarca reinante más largo del mundo en ese momento.

### Figura pública

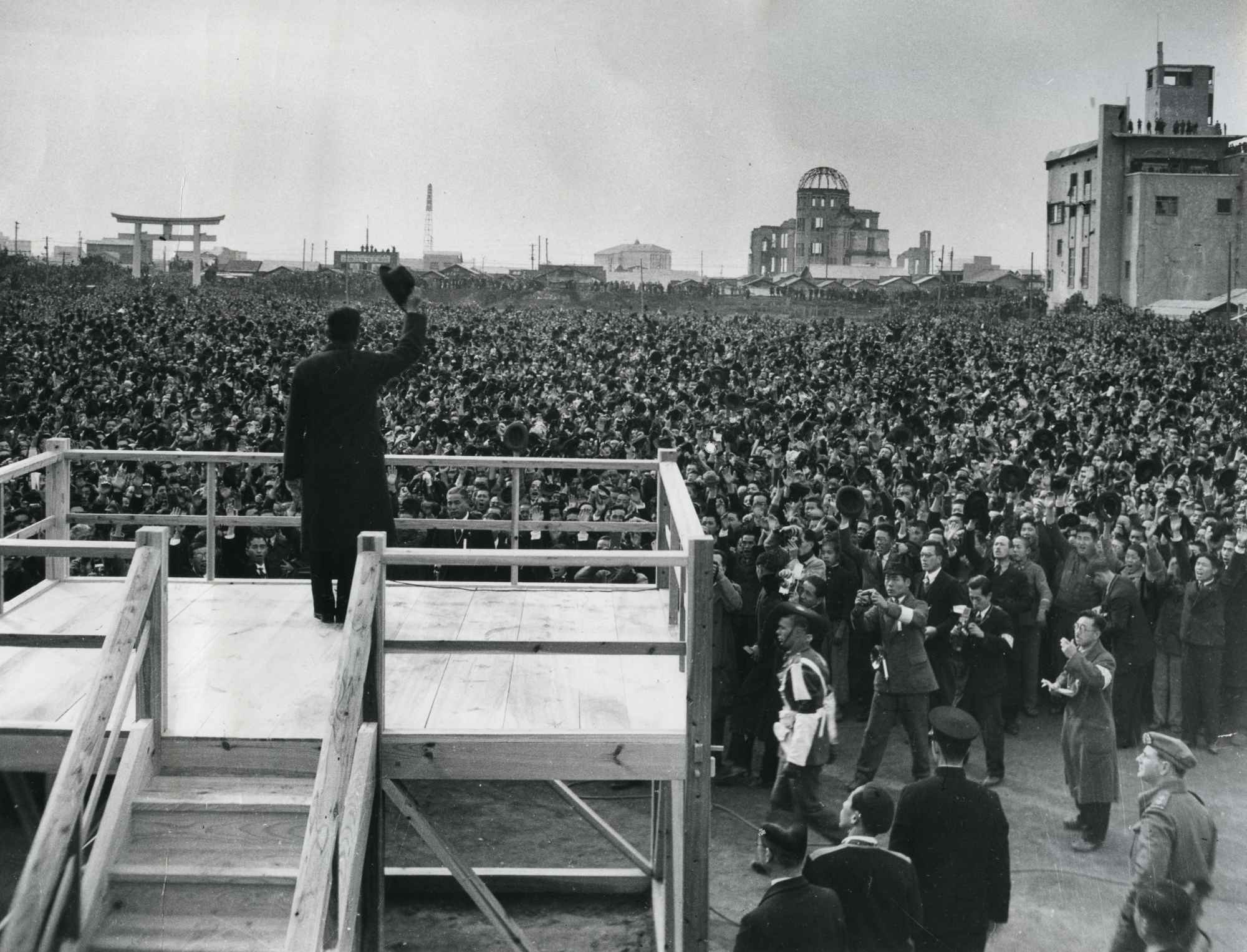
El emperador Hirohito visitando Hiroshima en 1947

Durante el resto de su vida, Hirohito fue una figura activa en la vida japonesa y realizó muchos de los deberes comúnmente asociados con un jefe de Estado constitucional. Él y su familia mantuvieron una fuerte presencia pública, a menudo celebrando paseos públicos y haciendo apariciones públicas en eventos y ceremonias especiales. Como en 1947, el Emperador hizo una visita pública a Hiroshima y pronunció un discurso frente a una multitud masiva para alentar a los ciudadanos de Hiroshima. También jugó un papel importante en la reconstrucción de la imagen diplomática de Japón, viajando al extranjero para reunirse con muchos líderes extranjeros, incluidos la Reina Isabel II (1971) y el presidente Gerald Ford (1975). No solo fue el primer emperador reinante en viajar más allá de Japón, sino también el primero en encontrarse con un presidente de los Estados Unidos. Su estado e imagen se hicieron muy positivos en los Estados Unidos.

### Visita a Europa y Estados Unidos

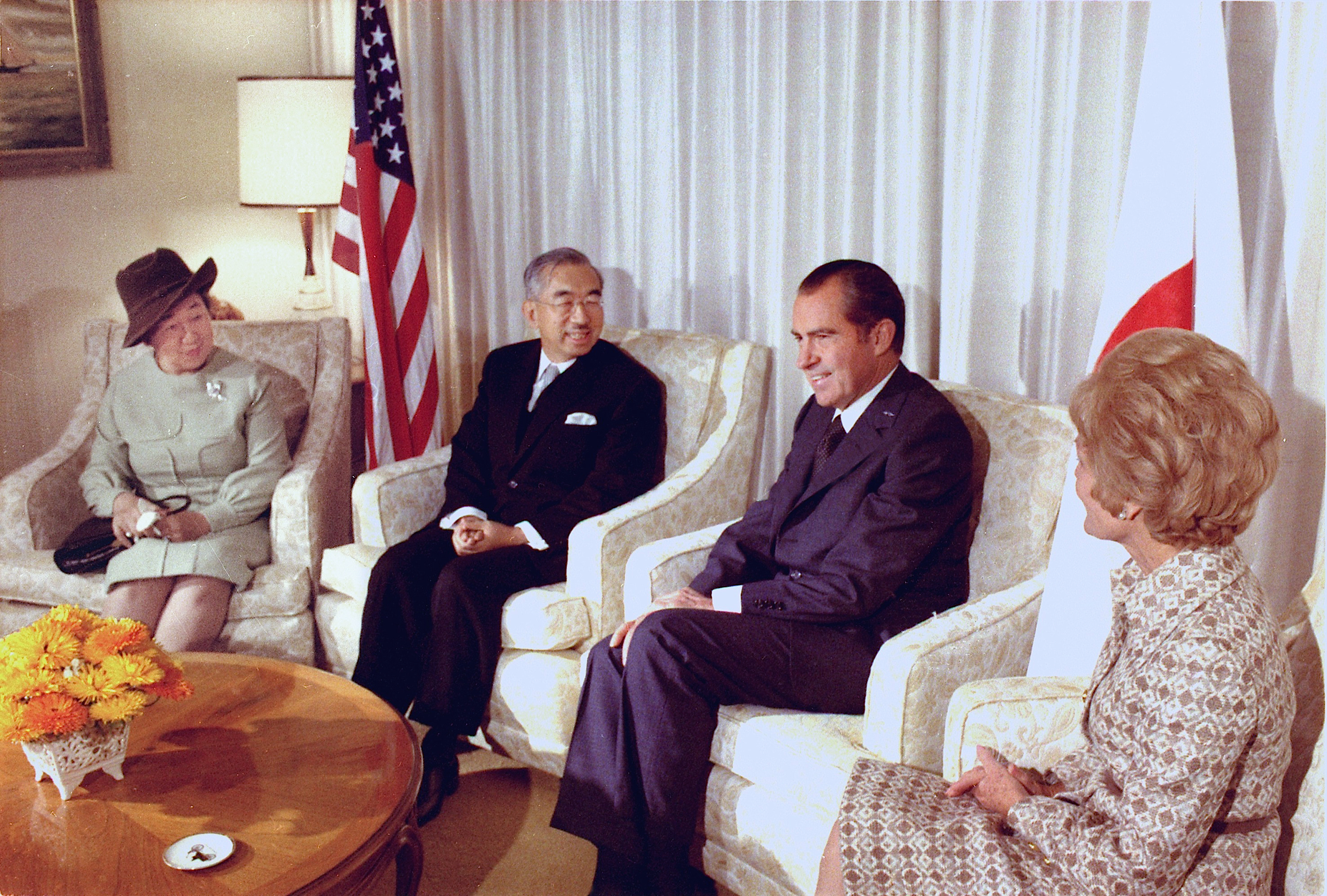
El presidente de EE. UU, Richard Nixon, junto a Hirohito y la emperatriz Kojun, en Anchorage, Alaska

En 1971, el emperador visitó siete países europeos, incluidos el Reino Unido, los Países Bajos y Suiza, durante 17 días, desde el 27 de septiembre al 14 de octubre. En este caso, se utilizó un avión especial Douglas DC-8 de Japan Airlines a diferencia de la visita previa en barco. Aunque no se contaba como una visita, en ese momento, el Emperador se detuvo en Anchorage, Alaska, como una escala, y se reunió con el presidente de los Estados Unidos, Richard Nixon, de Washington D. C., en la Casa de Comando del Ejército del Distrito de Alaska en la Base de la Fuerza Aérea Elmendorf.
Las conversaciones entre el emperador Showa y el presidente Nixon no se planificaron desde el principio, porque inicialmente la parada en los Estados Unidos fue solo para reabastecerse de combustible para visitar Europa. Sin embargo, la reunión se decidió a toda prisa a petición de los Estados Unidos. Aunque la parte japonesa aceptó la solicitud, el ministro de Asuntos Exteriores, Takeo Fukuda, hizo una llamada telefónica pública al embajador japonés en Estados Unidos, Nobuhiko Ushiba, quien promovió las conversaciones y dijo: "eso me causará muchos problemas. Queremos corregir las percepciones de la otra parte ". En ese momento, el ministro de Asuntos Exteriores, Fukuda, estaba preocupado de que las conversaciones del presidente Nixon con el emperador se usaran para reparar el deterioro de las relaciones entre Japón y Estados Unidos, y le preocupaba que la premisa del sistema simbólico del emperador pudiera fluctuar.
Hubo una visita temprana, con profundos intercambios reales en Dinamarca y Bélgica, y en Francia fueron bien recibidos. En su visita a Francia, Hirohito se reunió con Eduardo VIII, anteriormente conocido como duque de Windsor, quien se vio obligado a abandonar Gran Bretaña después de su abdicación y estaba prácticamente en el exilio, y conversaron durante un tiempo. Sin embargo, durante la Segunda Guerra Mundial, en las batallas de Birmania, Singapur e Indonesia, que fueron gobernadas por colonias occidentales, las tropas japonesas derrotaron a los británicos y capturaron a muchos soldados, siendo muchos de ellos torturados y otros tantos ejecutados a bayonetazos, por lo que los veteranos realizaron protestas en Gran Bretaña y los Países Bajos, algunos de ellos silbaban la Marcha del Coronel Bogey. Fue especialmente en los Países Bajos, que perdió por completo todas sus colonias en Asia debido a la derrota del Ejército Imperial Japonés y su poder nacional se redujo enormemente, los huevos crudos y los frascos de vacío fueron arrojados por una fuerza de derecha dirigida por veteranos que enfureció al emperador Showa. La protesta fue tan severa que la emperatriz Kojun, que acompañaba al emperador, estaba exhausta.
En el Reino Unido, en parte como resultado de la intensa rivalidad económica entre los fabricantes británicos y japoneses en la década de 1970, la imagen de Hirohito fue ampliamente vista como negativa en medio del creciente racismo contra los japoneses. Apareció en una de las ediciones de la revista Charlie Hebdo un encabezado que decía «Bienvenido al Criminal de Guerra», en la cual aparecía en la portada una caricatura de Hirohito saludando al presidente francés Georges Pompidou mientras que eran tachados los nombres de Hitler y Mussolini, excepto el suyo. Otro artículo satírico que se público durante su visita a Europa fue en la revista Private Eye, misma que utilizó un doble sentido racista para referirse a la visita del emperador como un "desagradable pellizco en el aire".

### Relación con otros países

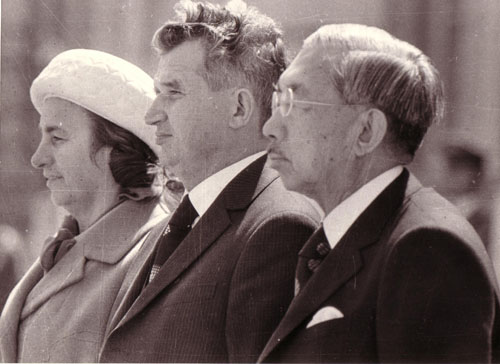
El presidente rumano Nicolae Ceaușescu y su esposa Elena con el emperador Hirohito durante su visita a Tokio (1975)

En este período, Hirohito mantuvo relación diplomática con gran parte de los países del mundo. Durante la denominada Guerra Fría, mantuvo relaciones bilaterales con las naciones que conformaban al Movimiento de Países No Alineados, que estaba integrado por personalidades como Josip Broz Tito, Haile Selassie, Nehru y Sukarno. Recibió visitas oficiales de jefes de Estado de diversos países, incluyendo a la Reina Isabel II del Reino Unido en 1975. También tuvo relación con los países latinoamericanos, como México. Cuatro presidentes mexicanos visitaron Japón durante su reinado: Adolfo López Mateos (1962), Luis Echeverría (1972), José López Portillo (1978) y Miguel de la Madrid (1986). Tras la derrota en la guerra, el emperador Hirohito buscó reincorporar a Japón a la comunidad internacional y en el caso de López Mateos, primer presidente mexicano en visitar Tokio, se olvidó de los protocolos prohibitivos para su cargo, como estrechar la mano y recibir al invitado. El respeto legal y cultural entre ambas naciones al iniciar el siglo XX fue mutuo, a tal grado que durante la denominada Decena Trágica de febrero de 1913, la legación de Japón otorgó refugio a la familia del presidente Francisco I. Madero, quien finalmente moriría asesinado. El emperador también hizo una mención honorífica al músico mexicano Quirino Mendoza y Cortés, compositor de la canción Cielito lindo ya que le gustaba esa canción que era cantada por los integrantes del Escuadrón 201 en los campamentos de Porac.
También recibió a mandatarios de otros países latinoamericanos, incluidos el general Alfredo Stroessner de Paraguay, en 1972 y el general Jorge Rafael Videla de Argentina, en 1979.

## Muerte

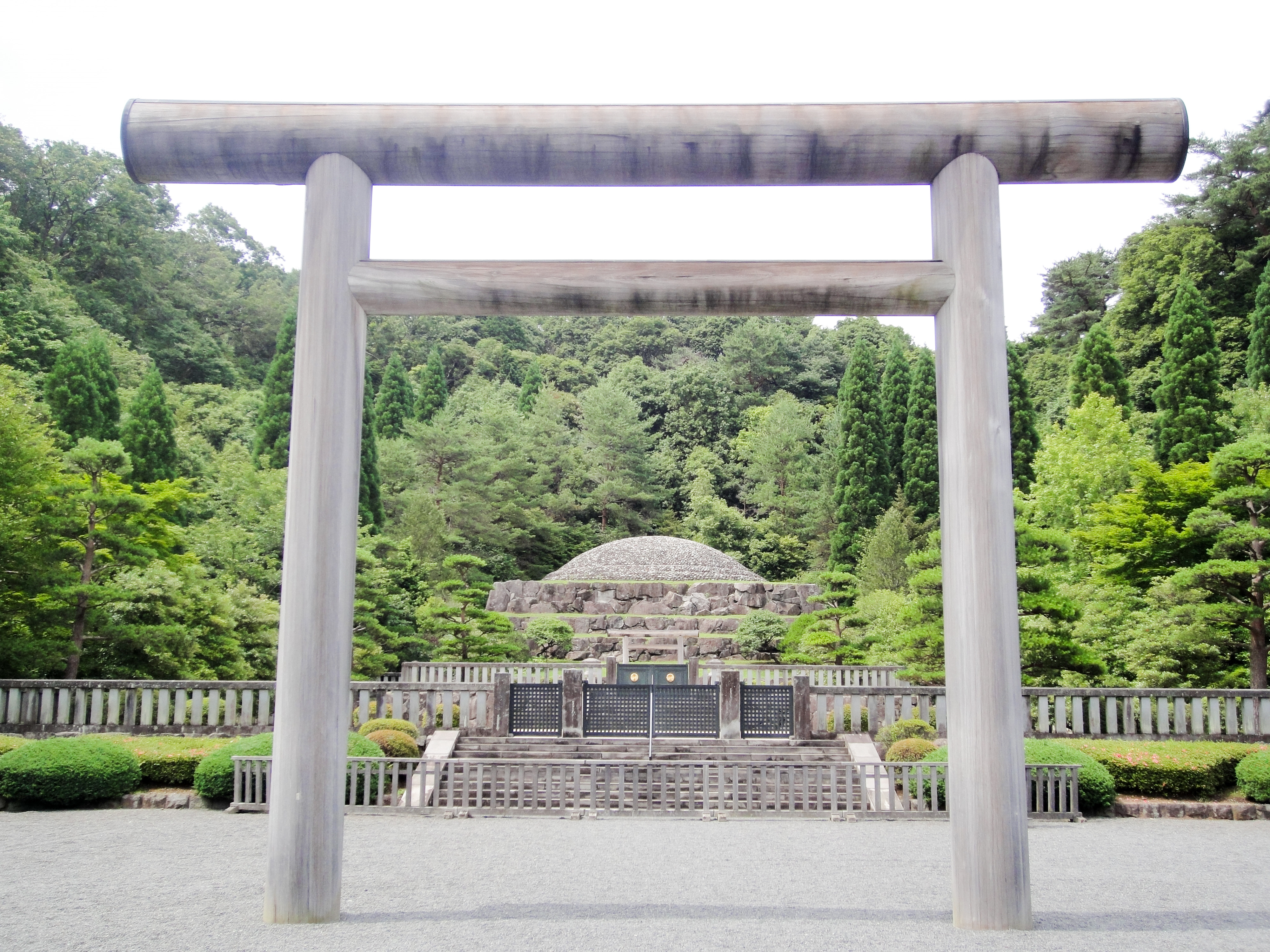
Tumba del emperador Shōwa en Hachiōji

En 1987 se sometió a una intervención quirúrgica en el páncreas, porque había estado padeciendo diversos trastornos digestivos desde hacía unos meses. En la operación, los médicos descubrieron que Hirohito tenía cáncer.
Se recuperó exitosamente de la operación, y aparentó tener buena salud durante unos meses, hasta que, el 19 de septiembre de 1988 sufrió un colapso en el palacio, y a partir de entonces su salud fue empeorando. Sufrió graves hemorragias internas hasta su muerte, el 7 de enero de 1989.
Su funeral fue el día 24 de febrero, y en él se contó con la presencia de varios líderes mundiales, como el presidente de EE. UU. George H. W. Bush, el presidente francés François Mitterrand, el rey Huséin I de Jordania, los reyes de España Juan Carlos de Borbón y Sofía, y el duque Felipe de Edimburgo. Actualmente está enterrado en el mausoleo imperial de la ciudad de Hachiōji, a 40 kilómetros al oeste de Tokio. Hirohito no fue incinerado como es práctica habitual en el país. La última incineración de un emperador japonés tuvo lugar en 1617.
De acuerdo con la tradición monárquica japonesa, fue enterrado con sus más preciados objetos personales: un microscopio fabricado en Alemania con el que Hirohito realizaba sus estudios biológicos de especies marinas y una caja de madera de ciprés donde el emperador guardaba la clasificación de los principales competidores en los torneos de sumo, la lucha japonesa entre gigantes, acompañan al emperador en su tumba, junto con su sombrero, varios trajes, corbatas y zapatos.

## Títulos y honores

### Tratamientos
| ● 29 de abril de 1901-30 de julio de 1912:         | Su alteza imperial el príncipe Michí             |
| ● 30 de julio de 1912-29 de noviembre de 1921:     | Su alteza imperial el príncipe heredero de Japón |
| ● 29 de noviembre de 1921-25 de diciembre de 1926: | Su alteza imperial el príncipe regente de Japón  |
| ● 25 de diciembre de 1926-7 de enero de 1989:      | Su majestad imperial el emperador                |

### Citas militares
- Segundo teniente, IJA y segundo subteniente, IJN (9 de septiembre de 1912)
- Teniente, IJA y subteniente, IJN (31 de octubre de 1914)
- Capitán, IJA y teniente, IJN (31 de octubre de 1916)
- Mayor, IJA y teniente comandante, IJN (31 de octubre de 1920)
- Teniente coronel, IJA y comandante, IJN (31 de octubre de 1923)
- Coronel, IJA y capitán, IJN (31 de octubre de 1924)
- Gran Mariscal y comandante en jefe supremo del Imperio de Japón (25 de diciembre de 1926; ascenso al trono)[42]

### Citas militares extranjeras
- Reino Unido: general honorario en el ejército británico; nombrado en mayo de 1921[43][44]
- Reino Unido: Mariscal de campo del ejército regular en el ejército británico; nombrado en junio de 1930[45]

### Honores nacionales
- Collar y Gran Cordón de la Orden Suprema del Crisantemo
- Gran Cordón de la Orden del Sol Naciente con flores de Paulownia
- Gran Cordón de la Orden de la Cometa Dorada (abolido en 1947)
- Gran Cordón de la Orden del Tesoro Sagrado

### Honores extranjeros
- Emblema de Hirohito como caballero de la rama española de la Orden del Toisón de Oro
- Alemania: Gran Cruz Clase Especial de la Orden del Mérito de la República Federal de Alemania
- Finlandia: Gran Cruz con Collar de la Orden de la Rosa Blanca de Finlandia; Conferido en 1942, el collar de la    esvástica fue reemplazado por collar cruzado de abeto en la visita de Estado del presidente de Finlandia, Mauno Koivisto, en 1986.
- Noruega: Gran Cruz con Collar de la Orden de San Olav
- Suecia: Caballero con collar de la Real Orden de los Serafines (8 de mayo de 1919)[46]
- Dinamarca: Caballero de la Orden del Elefante (24 de enero de 1923)[47]
- Polonia: Caballero de la Orden del Águila Blanca
- Tailandia: Caballero de la Orden del Rajamitrabhorn (27 de mayo de 1963)[48]
- Tailandia: Caballero de la Orden de la Casa Real de Chakri (30 de enero de 1925)[49]
- Nepal: Miembro de la Orden de Ojaswi Rajanya (19 de abril de 1960)[50]
- Filipinas: Gran Collar de la Orden de Sikatuna (28 de septiembre de 1966)[51]
- Brasil: Gran Cruz de la Orden de la Cruz del Sur (1955)[52]
- Italia: Caballero Gran Cruz con Collar de la Orden del Mérito de la República Italiana (9 de marzo de 1982)[53]
- Bélgica: Gran Cordón de la Real Orden de Leopoldo I
- Tonga: Caballero Gran Cruz con Collar de la Real Orden de Pouono[54]
- Reino Unido: Caballero honorario Gran Cruz de la Real Orden Victoriana (GCVO) - conferido en mayo de 1921
- Reino Unido: Caballero honorario Gran Cruz de la Orden del Baño (GCB) - conferido en mayo de 1921[55]
- Reino Unido: Caballero de la Orden de la Liga (KG); conferido en 1929, revocado en 1941, restaurado en 1971[56]
- Reino Unido: elegido miembro extranjero de la Royal Society (ForMemRS) en 1971[57]
- Brunéi: primera clase de la orden de la corona de Brunéi
- España: Caballero de la Orden del Toisón de Oro (6 de octubre de 1928)[58][59]
- España: Caballero del collar de la Orden de Carlos III (4 de junio de 1923)[60]
- Grecia: Gran Cruz de la Orden del Redentor
- Grecia: collar de la orden de los santos George y Constantine

## Publicaciones científicas
(1967) Una revisión de los hidroides de la familia Clathrozonidae con la descripción de un nuevo género y especie de Japón.
(1969) Algunos hidroides de las islas Amakusa.
(1971) Notas adicionales sobre Clathrozoon wilsoni Spencer.
(1974) Algunos hidrozoos de las islas Bonin
(1977) Cinco especies de hidroides del Golfo de Aqaba, Mar Rojo.
(1983) Hidroides de Izu Oshima y Nijima.
(1984) Un nuevo hidroide Hydractinia bayeri n. sp. (familia Hydractiniidae) de la Bahía de Panamá.
(1988) Los hidroides de la Bahía de Sagami recogidos por Su Majestad el Emperador de Japón.
(1995) Los hidroides de Sagami Bay II. (póstumo)